# Pflegesatz
Als Pflegesatz bezeichnet man Entgelte, die Benutzer einer teil- oder vollstationären Einrichtung oder die Kostenträger der Benutzer für bestimmte Leistungen der Einrichtung zahlen müssen. Variiert die Höhe des Pflegesatzes nicht in Abhängigkeit von der Verweildauer, der Fallschwere oder anderen Kriterien, spricht man von einem tagesgleichen Pflegesatz. Die Höhe der Pflegesätze werden in der Regel zwischen den Sozialleistungsträgern und den Trägern der Pflegeeinrichtungen nach bestimmten gesetzlichen Vorgaben vereinbart.
Der Pflegesatz umfasst in Krankenhäusern die gesamten Kosten, in Pflegeheimen sind darin die Kosten für Unterkunft, Verpflegung und Investitionskosten nicht enthalten.

## Pflegeheime

### Allgemeines
In Pflegeheimen sind Pflegesätze die Entgelte der Heimbewohner oder ihrer Kostenträger für die teil- oder vollstationären Pflegeleistungen des Pflegeheims sowie für die soziale Betreuung und, soweit kein vorrangiger Anspruch auf Krankenpflege nach § 37 SGB V besteht, für die medizinische Behandlungspflege.
Die Zusammensetzung der Pflegesätze und das Pflegesatzverfahren sind insbesondere in den § 84, § 85, § 86SGB XI geregelt.
Danach ist Art, Höhe und Laufzeit der Pflegsätze zwischen dem Träger des Pflegeheimes und den Pflegekassen sowie den Sozialhilfeträgern (Leistungsträgern) zu vereinbaren. Für jedes zugelassene Pflegeheim wird gesondert eine Pflegesatzvereinbarung abgeschlossen.

### Pflegesätze
Die Pflegeversicherung zahlt nur pauschale und begrenzte Beträge ausschließlich für die Pflegekosten in einem Pflegeheim (für den Pflegeaufwand, die medizinische Behandlungspflege und die soziale Betreuung) (Teilkasko-Versicherung).
Die tatsächlich anfallenden Gesamtkosten für den Aufenthalt in einem Pflegeheim (Gesamtheimentgelte nach § 87a SGB XI werden so nicht abgedeckt).
Seit dem 1. Januar 2017 (Zweites Pflegestärkungsgesetz) werden die Leistungen nicht mehr nach (den bis dahin geltenden) 3 Pflegestufen, sondern entsprechend 5 Pflegegraden gewährt (s. dazu Art.: Pflegeversicherung):
Für die stationäre Pflege in einem Pflegeheim zahlt die Pflegeversicherung folgende Beträge:
- Pflegegrad 1:    125 Euro
- Pflegegrad 2:    770 Euro
- Pflegegrad 3: 1.262 Euro
- Pflegegrad 4: 1.775 Euro
- Pflegegrad 5: 2.005 Euro

Die Gesamtentgelte nach § 87a SGB XI, die für einen Pflegeplatz in einem Pflegeheim in Rechnung gestellt werden liegen jedoch erheblich höher, denn sie enthalten:
- die Pflegesätze, also die nach jeweiligem Pflegegrad unterschiedlichen Entgelte, die vom Pflegebedürftigen für die (teil-)stationäre Pflege, für die soziale Betreuung oder medizinische Behandlungspflege aufzubringen sind[9]
- den sog. „Einrichtungseinheitlichen Eigenanteil“ (EEE) (d. h. die Differenz zwischen dem vom Pflegeheim erhobenen Pflegesatz und dem von der Pflegekasse gezahlten – und weit darunter liegenden – Betrag. Diese ‚Lücke‘ muss von dem zu Pflegenden selbst (=EEE) getragen werden)
- die Kosten für Unterkunft und Verpflegung (die sog. „Hotelkosten“),
- die Investitionskosten und
- die Ausbildungsumlage[10]

Die Gesamtentgelte für einen Pflegeheimplatz lagen somit weit über dem von der Pflegeversicherung gezahlten Beträgen. Denn die Gesamtentgelte lagen (Stand: Juli 2020/jeweils monatlich) bei:
- Pflegegrad 1: 2.444 Euro
- Pflegegrad 2: 2.785 Euro
- Pflegegrad 3: 3.277 Euro
- Pflegegrad 4: 3.790 Euro und
- Pflegegrad 5: 4.020 Euro

Somit machten die von den Pflegebedürftigen selbst zu zahlenden Gesamteigenanteile (= Einrichtungseinheitlicher Eigenanteil/EEE + Kosten für Unterkunft + Verpflegung + Investitionskosten + Ausbildungsumlage) einen ganz erheblichen Anteil am Gesamtentgelt aus, die zusätzlich im Laufe der Jahre eine starke Steigerung erfahren haben.

Hinzu kommt, dass die Höhe der Heimentgelte zwischen den einzelnen Bundesländern erhebliche Unterschiede aufweisen.
So reicht die monatliche finanzielle Belastung eines Pflegebedürftigen in der stationären Pflege (Stand: Juli 2020) von 1.436 Euro in Sachsen-Anhalt bis zu 2.405 Euro beim „Spitzenreiter“ Nordrhein-Westfalen.
Diese Unterschiede erklären sich aus den Variationen bei Pflegesätzen, Hotelkosten und Investitionskosten.

Bedingt durch die von 1995 bis 2008 gänzlich fehlende und dann völlig unzulängliche Leistungsdynamisierung stiegen die Kosten, die vom Pflegebedürftigen, bzw. dessen nahen Angehörigen (Kindern), bzw. vom Sozialamt/Kriegsopferfürsorge (in dieser Reihenfolge) für die Pflege aufzubringen waren, beständig weiter an (Auf diesem Wege wurde somit eine „schleichende Privatisierung“ durchgeführt).

## Krankenhaus
Bis 1974 basierten die Pflegesätze noch nach dem alten Preisrecht. Am 25. April 1973 wurde die erste Bundespflegesatzverordnung (BPflV) verabschiedet, die am 1. Januar 1974 in Kraft trat. Jedes Krankenhaus rechnete individuelle allgemeine Pflegesätzen ohne Unterscheidung nach Abteilungen ab. § 17 Abs. 1 der Bundespflegesatzverordnung sah ein Gewinn- oder Verlustausgleich für den abgelaufenen Pflegesatzzeitraum vor (Kostendeckungsprinzip) (Selbstkostendeckungsprinzip). In der Umsetzung gab es für das Krankenhaus aber keine Garantie, auch tatsächlich seine Selbstkosten vollends zurückzubekommen, da nur die notwendigen und wirtschaftlichen Kostenfaktoren berücksichtigt wurden. Die Krankenhauskosten stiegen infolge des stetig wachsenden medizinischen Fortschritts, durch einen Anstieg der Fallzahlen und der steigenden Preise auch nach Einführung des KHG und der BPflV weiterhin an.
Die Höhe des Pflegesatzes wird in jährlichen Budgetverhandlungen zwischen dem einzelnen Krankenhaus und den Kostenträgern (Krankenkassen) vereinbart. Der Pflegesatz wird für jeden Behandlungstag der stationären Behandlung (Berechnungstage) eines Patienten bezahlt. Die Pflegesätze verschiedener Krankenhausträger differierten nicht nur in ihrer absoluten Höhe, sondern auch in der Intensität des Pflegesatzanstieges. Die Höhe des Pflegesatzes hing entscheidend von der Verweildauer und Bettennutzung (Belegungsgrad) des Krankenhauses ab.
Am 21. August 1985 wurde eine neue Bundespflegesatzverordnung (BPflV) (BGBl. I S. 1666) erlassen, die am 1. Januar 1986 in Kraft trat. Am 23. Dezember 1985 erfolgte eine Neufassung des Krankenhausfinanzierungsgesetzes (KHG) (BGBl. 1986 I S. 33). Hier wurde erstmals ein flexibles Budget zur Fixkostenabsicherung eingeführt, mit tagesgleichen Pflegesätzen als Abschlagszahlungen und der Zulassung von Gewinnen und Verlusten. Eine Gewinnerzielungsabsicht, auch durch Rationalisierungsmaßnahmen wurde erlaubt. Bei Erlöseabweichungen gegenüber der Vorkalkulation konnte das Budget angepasst oder ein Erlösausgleich in einer Pflegesatzverhandlung beschlossen werden. Nach § 4 Abs. 1 der Bundespflegesatzverordnung von 1986 wurden die variablen Kosten mit 25 % und die Fixkosten mit 75 % angenommen.
Mit der dritten Neufassung der Bundespflegesatzverordnung (BPflV) vom 26. September 1994, die am 1. Januar 1995 in Kraft trat, richteten sich die Pflegesätze nicht mehr nach dem bis zum 31. Dezember 1992 geltenden Kostendeckungsprinzip, sondern es wurden Fallpauschalen und Sonderentgelte als neue Entgeltformen eingeführt. Fallpauschale für bestimmte Behandlungsfälle, Sonderentgelte für bestimmte Operationen. Sowie ein individuelles Krankenhausbudget, das mit Hilfe von Abteilungs- und Basisspflegesätzen (Entgelte für ärztliche und pflegerische Tätigkeiten) abgerechnet wurde. Durch das Stabilisierungsgesetz vom 29. April 1996 (BGBl. I S. 654) und weiteren Gesetzen wurde nochmals die Deckelung der Budgets fortgeführt.
Unterscheidung:
- Basispflegesatzberechnung: pro Tag einer stationären Behandlung (Entlassungstag darf grundsätzlich nicht berechnet werden), der die Unterbringungs- und Verpflegungskosten abdeckt und einheitlich für ein Krankenhaus festgelegt wird.
- Abteilungspflegesatzberechnung: pro Tag einer stationären Behandlung für ärztliche und pflegerische Leistungen. Der Abteilungspflegesatz ist ein Durchschnittspflegesatz, begrenzt auf die Fälle einer Abteilung, z. B. Urologie oder Orthopädie.

Der tagesgleiche Pflegesatz findet ab 2005 in Krankenhäusern nur noch für psychiatrische Abteilungen Anwendung. Er wurde ab 2003 schrittweise abgelöst durch ein System von Fallpauschalen (DRG), siehe auch German Diagnosis Related Groups (G-DRG), ersetzt.